# Meta Vaux Warrick Fuller
Pour les articles homonymes, voir Warrick et Fuller .
Meta Vaux Warrick Fuller (/miːtə ˈvaʊ ˈwɔrɪk ˈfʊlər/; née Meta Vaux Warrick ; 9 juin 1877 - 18 mars 1968) est une artiste afro-américaine qui traite de thèmes afrocentriques. Figure de la Renaissance de Harlem, Warrick est connue comme poète, peintre, décoratrice de théâtre et sculptrice. Au tournant du XXe siècle, elle a la réputation d’être la première sculptrice noire, connue à Paris avant de retourner aux États-Unis. Warrick est une protégée d'Auguste Rodin et a été décrite comme « l'une des artistes noires les plus imaginatives de sa génération ». En adoptant un style figuratif basé sur l'horreur et en choisissant de représenter des épisodes d'injustice raciale, comme le lynchage de Mary Turner, Warrick utilisé la plate-forme de son art pour aborder les traumatismes sociétaux des Afro-Américains.

## Biographie

### Famille, enfance et éducation
Meta Vaux Warrick Fuller nait à Philadelphie, Pennsylvanie, le 9 juin 1877. Ses parents sont Emma (née Jones) Warrick, une perruquière accomplie et une esthéticienne pour femmes blanches de la classe supérieure, et William H. Warrick, un barbier et un traiteur à succès,. Son père possède plusieurs salons de coiffure et sa mère tient son propre salon de beauté. Warrick porte en fait le nom de Meta Vaux, la fille du sénateur Richard Vaux, l'un des clients de sa mère. Son grand-père maternel, Henry Jones, est un traiteur prospère. Ses deux parents tiennent des positions influentes dans la société afro-américaine.
Alors que, pendant la Reconstruction, en raison du racisme, les lois sur la ségrégation raciales, y compris les lois Jim Crow, limitent la progression sociale des Afro-Américains jusqu'au XXe siècle, les parents de Warrick ont pu connaitre un certain succès,, au sein « centre politique, culturel et économique dynamique » que la communauté afro-américaine de Philadelphie avait établi.

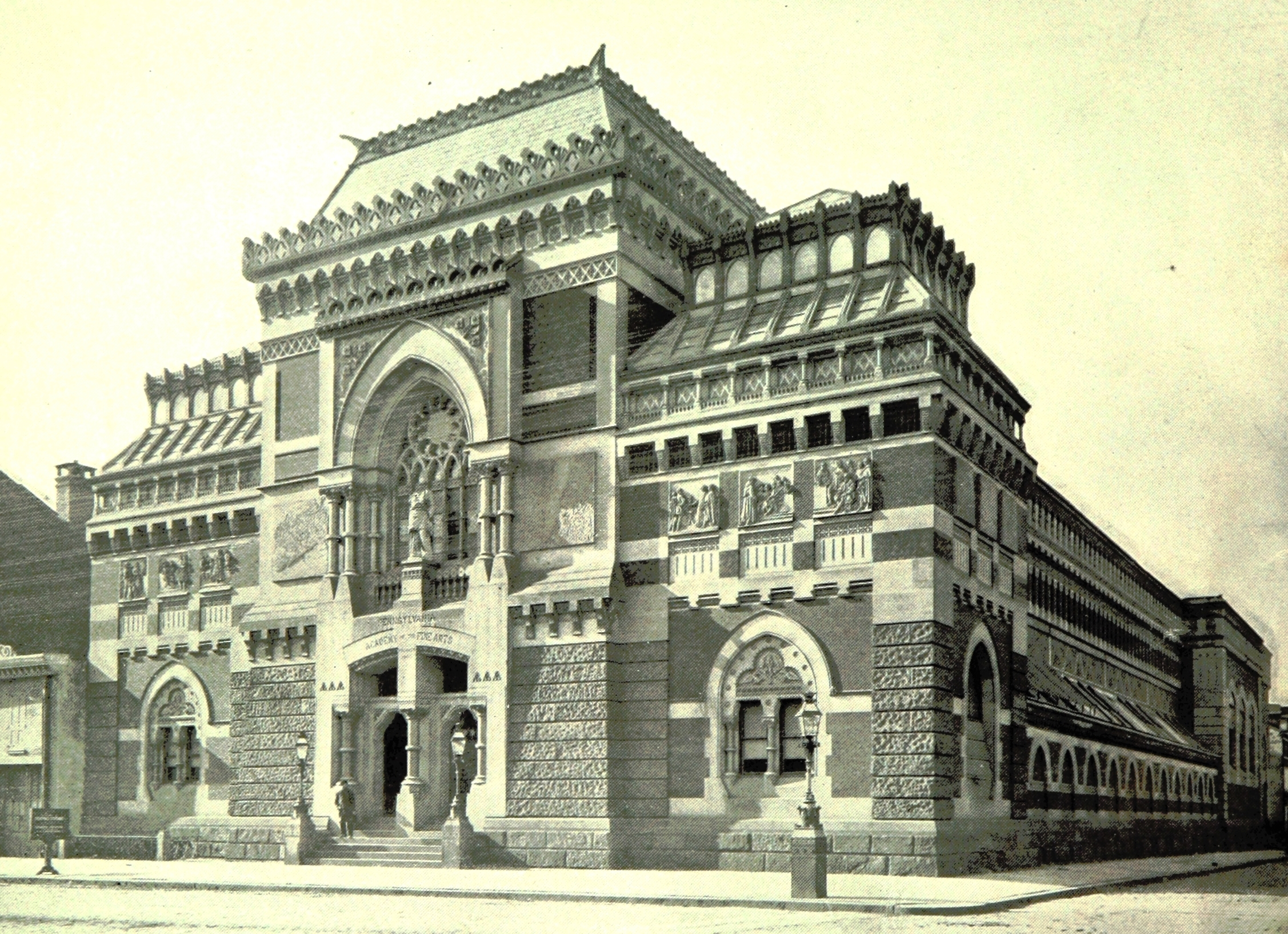
Académie des beaux-arts de Pennsylvanie (vers 1895).

En raison du succès de ses parents, elle a accès à de nombreuses opportunités culturelles et éducatives. Warrick se forme ainsi à l'art, à la musique, à la danse et à l'équitation. Son éducation artistique et ses premières influences commencent à la maison, nourries par sa sœur aînée Blanche, qui a étudié l'art, et des visites à la Pennsylvania Academy of the Fine Arts avec son père, qui s'intéressait à la sculpture et à la peinture,. Sa sœur aînée, devenue plus tard esthéticienne comme leur mère, conserve de l'argile que Meta peut utiliser pour ses créations. Elle s'inscrit en 1893 à la Girls High School de Philadelphie, où elle étudie l'art ainsi que des cours académiques. Warrick est parmi les rares artistes doués sélectionnés dans les écoles publiques de Philadelphie pour étudier l'art et le design au sein du programme d'art de J. Liberty Tadd à la Philadelphia School of Industrial Art au début des années 1890.
Son frère et son grand-père la divertissent et la fascinent avec des histoires d'horreur sans fin. Ces influences ont en partie façonné sa sculpture, car elle deviendra connue sous le surnom de « sculptrice d'horreur ».

### Mariage et famille
En 1907, Warrick épouse Solomon Carter Fuller, un éminent médecin  et psychiatre, connu pour son travail sur la maladie d'Alzheimer. Né au Liberia, Fuller est l'un des premiers psychiatres noirs aux États-Unis. Le couple s'installe sur Warren Road à Framingham, dans le Massachusetts ; ils sont l'une des premières familles noires à rejoindre cette communauté. Elle continue à créer des œuvres d'art. Ils ont trois enfants dont l'un, son fils Perry, deviendra également sculpteur,. Des personnalités afro-américaines éminentes leur rendent visite, tout comme le prince de Siam. Au sein de la communauté, Warrick Fuller aide à l'éclairage des productions mises en place par la Framingham Dramatic Society. Elle est une membre active de l'église épiscopale St. Andrew's, où elle met en scène et des pièces de théâtre et des spectacles, pour lesquels elle crée les costumes,.
Après l'incendie de 1910 qui cause la perte d'une grande partie de son œuvre, Warrick Fuller fait construire un studio à l'arrière de sa maison, ce à quoi son mari s'est fermement opposé. Inspirée par sa religion, elle commence à sculpter des scènes bibliques traditionnelles. Warrick croit que faire de l'art est sa vocation divine, donc son statut marginal ne la décourage pas.
Son époux meurt en 1953,. Warrick Fuller décède le 18 mars 1968,, au Cardinal Cushing Hospital à Framingham, Massachusetts.

### Formation artistique
La carrière de Warrick en tant qu'artiste commence après que l'un de ses projets de lycée a été choisi pour être inclus dans l'Exposition universelle de 1893 à Chicago. Sur la base de ce travail, elle obtient une bourse de quatre ans au Pennsylvania Museum and School of Industrial Art (maintenant The University of the Arts College of Art and Design) en 1894, où son don pour la sculpture émerge. Dans un acte d'indépendance et de non-conformité en tant que femme artiste montante, Warrick outrepasse les thèmes traditionnellement « féminins » en sculptant des pièces influencées par des images sombres trouvées dans le mouvement fin de siècle de l'ère symboliste. Elle étudie sous la direction de Charles Grafly à la Pennsylvania Academy of the Fine Arts. Bien qu'elle ait dit qu'elle ne pouvait pas se spécialiser dans les types afro-américains, Fuller devient l'une des chroniqueuses les plus efficaces de l'expérience noire aux États-Unis. En 1898, elle reçoit son diplôme du Pennsylvania Museum and School of Industrial Art et son certificat d'enseignement, ainsi qu'une bourse pour une année d'études supplémentaire.
Après avoir obtenu son diplôme en 1899, Warrick se rend à Paris, en France, où elle étudie avec Raphaël Collin, en travaillant sur la sculpture et l'anatomie à l'Académie Colarossi et en dessinant à l'École des Beaux-Arts de France. Warrick doit faire face à la discrimination raciale au American Women's Club, où elle se voit refuser un logement bien qu'elle ait fait des réservations avant d'arriver dans la ville. Le peintre afro-américain Henry Ossawa Tanner, un ami de sa famille, lui trouve un logement et l'accueille parmi son groupe d'amis.
Le travail de Warrick se renforce à Paris, où elle étudie jusqu'en 1902. Influencée par le réalisme conceptuel d'Auguste Rodin, elle devient si habile à dépeindre la spiritualité de la souffrance humaine que la presse française la surnomme « la sculptrice délicate de l'horreur ». En 1902, elle devient la protégée de Rodin. À propos de son esquisse en plâtre intitulée L'Homme mangeant son cœur, Rodin lui déclare : « Mon enfant, tu es une sculptrice ; tu as le sens de la forme dans tes doigts ».

### Carrière

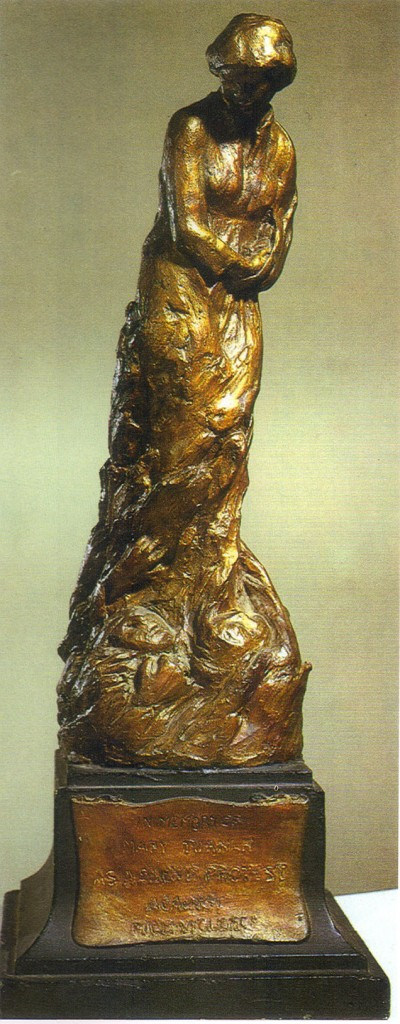
Meta Vaux Warrick Fuller, Mary Turner, sculpture en plâtre peint, 1919.

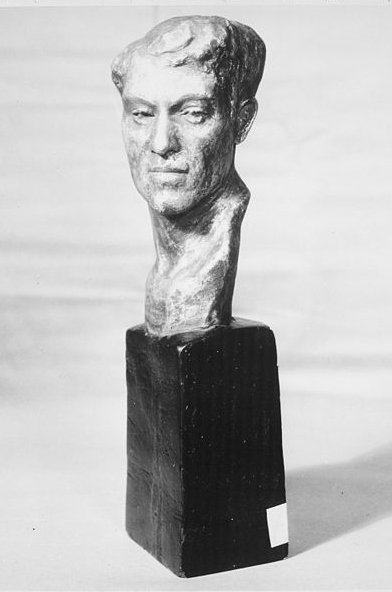
Dark Hero, Archives nationales et administration des archives, College Park, Maryland.

Warrick crée des œuvres révolutionnaires à propos de l'expérience afro-américaine : elles touchent à la complexité de la nature, de la religion, de l'identité et de la nation. Elle est considérée comme faisant partie de la Renaissance de Harlem.

#### Paris
À Paris, elle rencontre le sociologue américain W. E. B. Du Bois, qui devient un ami et un confident. Il encourage Warrick à s'inspirer des thèmes africains et afro-américains pour son travail. Elle rencontre le sculpteur français Auguste Rodin, qui l'encourage à sculpter. Son véritable mentor est Henry Ossawa Tanner, tout en suivant les leçons de Raphaël Collin. La « masculinité et la puissance primitive » de ses sculptures attirent les foules françaises vers son travail et lui apportent la renommée. Le public parisien est étonné qu'une femme puisse produire des œuvres qui dépeignent si fortement « horreur, douleur et chagrin ». C'est un soulagement pour Warrick que son sexe ne bloque pas la réaction du public à ses pièces à thème racial, comme ce serait le cas aux États-Unis. À la fin de son séjour à Paris, elle est largement connue après des expositions dans de nombreuses galeries.
Samuel Bing, mécène d'Aubrey Beardsley, Mary Cassatt et Henri de Toulouse-Lautrec, reconnaît son talent en parrainant une exposition individuelle,. En 1903, juste avant le retour de Warrick aux États-Unis, deux de ses œuvres, Les Misérables et Le Voleur impénitent, sont exposées au Salon de Paris.

#### États-Unis
De retour à Philadelphie en 1903, Warrick est boudée par les membres de la scène artistique de Philadelphie en raison de sa « race » et parce que son art est considéré comme « domestique ». Cependant, Fuller devient la première femme afro-américaine à recevoir une commission du gouvernement américain. Pour ce prix, elle crée une série de tableaux illustrant des événements afro-américains historiques pour la Jamestown Exposition, qui se tient à Norfolk, en Virginie en 1907. L'exposition comprend quatorze dioramas et 130 personnages en plâtre peint représentant des scènes telles que des esclaves arrivant en Virginie en 1619 et la vie familiale des peuples noirs.
La statue Mary Turner est sa réponse au lynchage en 1918 d'une jeune femme noire enceinte dans le comté de Lowndes, en Géorgie. La contemporaine de Fuller, Angelina Weld Grimké, a également écrit la nouvelle Goldie, basée sur ce meurtre,. L'activisme de Warrick s'étend au féminisme. Elle participe à la Women's Peace Party et au Equal Suffrage Movement, mais s'en éloigne brusquement lorsqu'elle se rend compte que les femmes noires ne sont pas incluses dans la lutte pour l'égalité des droits de vote. Elle vend souvent  des œuvres pour financer des campagnes d'inscription des électeurs dans le Sud.
Warrick expose à la Pennsylvania Academy of the Fine Arts de Philadelphie en 1906. Elle y expose à nouveau en 1908. En 1910, un incendie dans un entrepôt de Philadelphie, où elle gardait des outils et entreposait de nombreuses peintures et sculptures, détruit ses biens ; elle perd ainsi 16 ans de travail. Il ne reste plus que des œuvres conservées ailleurs. La perte est émotionnellement dévastatrice pour elle.

## Expositions

### Tricentenaire de Jamestown (1907)
En février 1907, Warrick obtient un contrat pour créer 14 dioramas illustrant l'expérience afro-américaine. À l'époque, cela est décrit comme des «tableaux historiques du progrès des nègres». L'historien W. Fitzhugh Brundage décrit ainsi les tableaux de Fuller : ils montrent «l'étendue des capacités, des aspirations et des expériences des Noirs, [présentant] une alternative convaincante aux représentations blanches de l'histoire». Les tableaux de Warrick sont exposés de manière proéminente dans le Negro Building du Jamestown Tercentennial, où ils occupent 15 000 pieds carrés. Chaque scène se compose de personnages en plâtre peints devant de vastes toiles de fond. Les 14 tableaux représentent : le débarquement des premiers esclaves à Jamestown ; des esclaves au travail dans un champ de coton ; un esclave fugitif caché; un rassemblement de la première église épiscopale méthodiste africaine ; un esclave défendant la maison de son propriétaire pendant la Guerre de Sécession ; les esclaves nouvellement libérés construisant leur propre maison ; un agriculteur, constructeur et entrepreneur noir indépendant ; un homme d'affaires et banquier noir; des scènes à l'intérieur d'une maison, d'une église et d'une école afro-américaines modernes ; et enfin, une cérémonie d’entrée à l'université. Pour son œuvre, Warrick reçoit des directeurs de l'exposition une médaille d'or.

### Éthiopieet au-delà

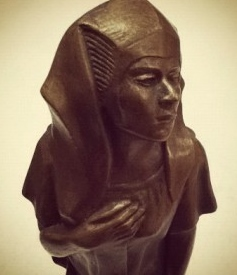
Meta Vaux Warrick Fuller, Ethiopia, sculpture en bronze, 1910.

Fuller expose à la Pennsylvania Academy of the Fine Arts en 1920. Elle crée peu après une de ses œuvres les plus célèbres, Ethiopia (également connue sous le nom d' Ethiopian Awakening), pour l'exposition America's Making Exhibition en 1921. Les organisateurs de cet événement veulent mettre en lumière les contributions des immigrés à la société et à la culture artistiques américaines. La sculpture de Fuller figure dans la « colored section » de l'exposition et symbolise la nouvelle identité noire qui émerge à travers la Renaissance de Harlem. Elle représente la fierté des Afro-Américains pour leur héritage africain et noir et leur identité. L'Éthiopie, tirée des concepts sculpturaux égyptiens, est une sculpture de style académique d'une femme africaine émergeant des emballages d'une momie, comme une chrysalide d'un cocon. Fuller réalise plusieurs versions de l'Éthiopie, y compris une petite maquette avec la main gauche de la figure dépassant de son corps (maintenant perdue) et deux moulages en bronze grandeur nature, l'un avec la main gauche en saillie et un second mal fait, avec la main gauche au ras du personnage.
En 1922, Fuller expose son travail de sculpture à la Bibliothèque publique de Boston. Son travail est inclus dans une exposition pour la Tanner League, tenue dans les studios de la Dunbar High School à Washington, DC Les commissions fédérales lui donnent du travail, mais elle ne reçoit pas autant d'encouragements aux États-Unis qu'à Paris. Fuller continue à présenter ses œuvres jusqu'à sa dernière exposition, à l'Université Howard (Washington, DC) en 1961.

## Œuvre

### Sculptures

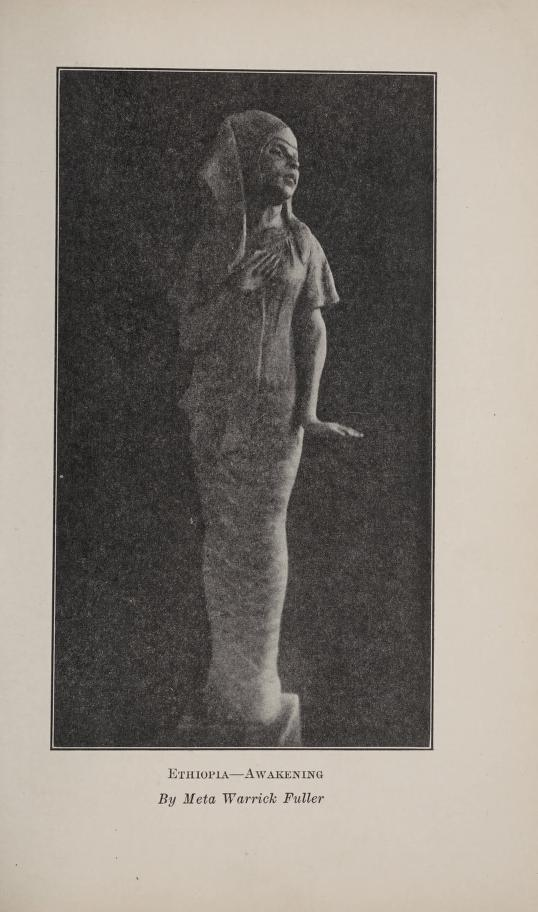
Meta Vaux Warrick Fuller, Éveil de l'Éthiopie, v. 1921, petite maquette (emplacement inconnu), reproduite dans Robert T. Kerlin, Negro Poets and their Poems (Washington, DC : Associated Publishers, Inc., 1923), 45.

- Bacchante, sculpture en plâtre peint, 1930[34]
- L'émancipation, en plâtre, 1913 ; en bronze, 1999[35]. Présenté au Boston Women's Heritage Trail[36]
- Ethiopia, petite maquette moulée en plâtre et peinte pour ressembler au bronze, c. 1921, 13 × 3 1/2 × 3 7/8 po., Musée national de l'histoire et de la culture afro-américaines[37].
- Éveil de l'Éthiopie, sculpture en bronze, patine noir verdâtre, avec la main mal placée au ras du côté du personnage, c. 1921, 67 x 16 x 20 in., Schomburg Center for Research in Black Culture, New York Public Library[38],[39]
- Henry Gilbert, sculpture en plâtre peint, 1928[34]
- Jason, sculpture en plâtre peint, Danfort Museum[34]
- La petite danseuse, sculpture en bronze, Los Angeles County Museum of Art[40]
- Les Misérables, sculpture en bronze, Maryhill Museum of Art, Goldendale, Washington[34]
- Os paresseux à l'ombre, sculpture, c. 1937[34]
- Homme mangeant son cœur, sculpture en plâtre peint, 1905-1906. Elle représente un homme nu agenouillé mangeant son cœur[34]
- Mary Turner (A Silent Protest Against Mob Violence), sculpture en plâtre peint, 1919, Museum of Afro-American History, Boston, Massachusetts[34]
- Mère et enfant, sculpture en bronze coulé, 1962, Massachusetts Institute of Technology[34]
- Peace Halting the Ruthlessness of War, vers 1917, renommé et dévoilé sous le nom de Ravages of War le 15 octobre 1999 au West Virginia State College[41]
- Phyllis Wheatley (v. 1753-1784), sculpture en plâtre peint, c. 1925, réalisée d'après une gravure publiée en 1773[34]
- Réfugié, sculpture, c. 1940 . Figure masculine courbée avec une canne à la main[34]
- Talking Skull, sculpture en bronze, 1937, Museum of Afro-American History, Boston, Massachusetts. Figure masculine agenouillée face à un crâne[34]
- Le Bon Pasteur, sculpture en plâtre peint, c. 1926–1927[34]
- Waterboy, sculpture, 1930[34]

### Poésie
Son poème Departure est inclus dans le recueil de 1991 Now is Your Time! The African-American Struggle for Freedom..
The time is near (reluctance laid aside)
I see the barque afloat upon the ebbing tide
While on the shores my friends and loved ones stand.
I wave to them a cheerful parting hand,
Then take my place with Charon at the helm,
And turn and wave again to them.
Oh, may the voyage not be arduous nor long,
But echoing with chant and joyful song,
May I behold with reverence and grace,
The wondrous vision of the Master's face.

### Théâtre
Warrick Fuller apporte d'importantes contributions au théâtre. Elle est une créatrice, réalisatrice et actrice aux multiples facettes. L'un de ses centres d'intérêt est l'éclairage de scène, ce qui n'est pas considéré comme une véritable forme d'art avant la fin des années 1920.

## Postérité

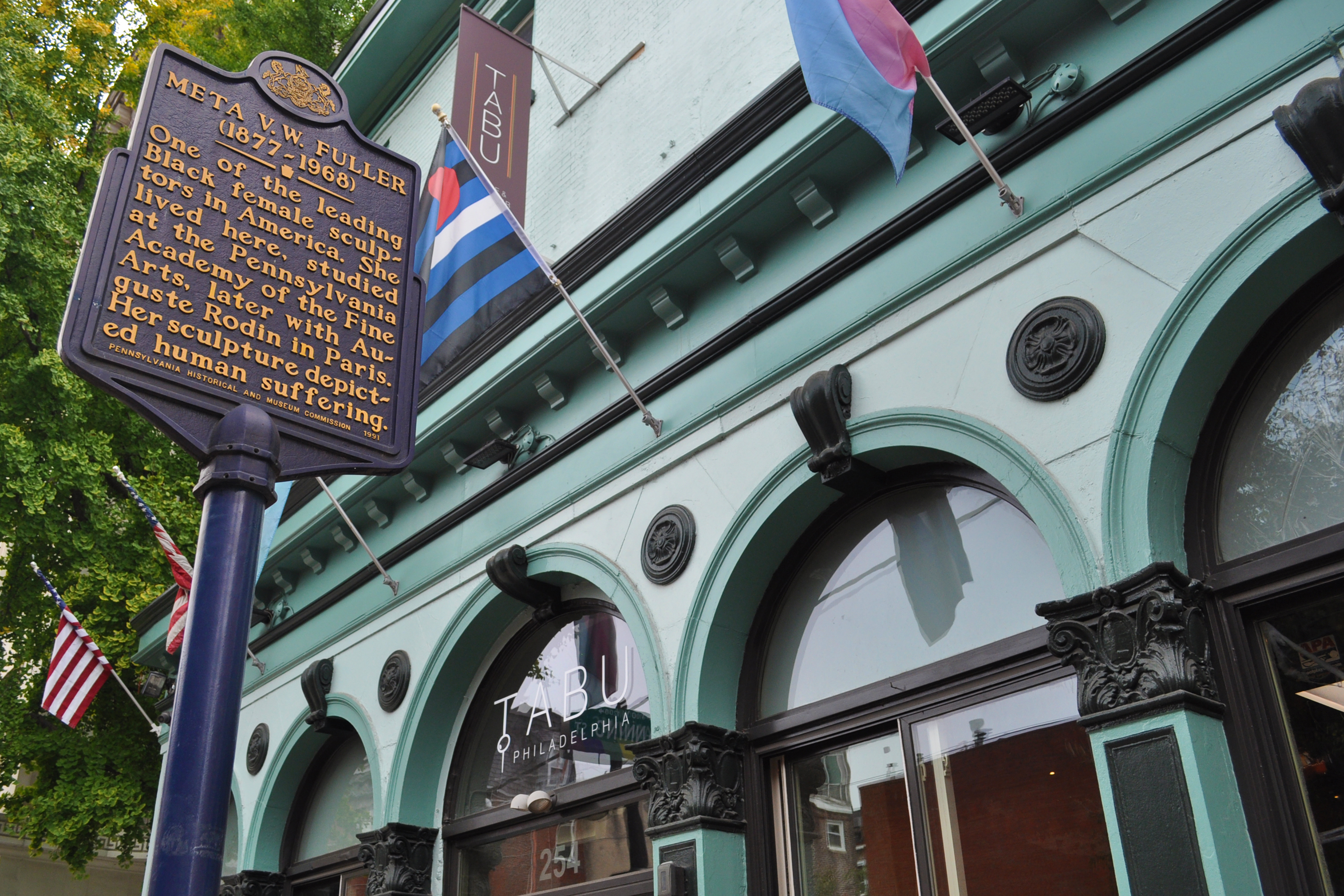
Panneau commémoratif, à Philadelphie.

Le travail de Warrick Fuller connaît un regain d'intérêt depuis la fin du XXe siècle. Son travail est présenté en 1988 dans une exposition itinérante au Crocker Art Museum, aux côtés des artistes Aaron Douglas, Palmer C. Hayden et James Van Der Zee. Son travail est également présenté dans une exposition itinérante intitulée Three Generations of African American Women Sculptors: A Study in Paradox, en Géorgie en 1998.
Le musée Danforth possède une grande collection de sculptures de Fuller, y compris de nombreuses œuvres inachevées de son studio. Beaucoup sont exposés dans une exposition rétrospective solo de son travail de novembre 2008 à mai 2009.
Le travail de Fuller est inclus dans l'exposition de 2015 We Speak: Black Artists in Philadelphia, 1920s-1970s au Woodmere Art Museum.